# Конец детства (Звёздные врата: Атлантида)
Конец детства (англ. Childhood's End) — шестой эпизод первого сезона военного научно-фантастического телесериала Звёздные врата: Атлантида. Эпизод впервые вышел в эфир в США 13 августа 2004 года на Sci Fi Channel и на Sky One в Великобритании 16 ноября 2004 года. Это был первый эпизод написанный исполнительный продюсером Мартин Джеро, и поставленный режиссёром Дэвидом Уиннингом. Эта серия изображает прибытие майора Шеппарда и его команды на планету M7G-677, где жители ритуально приносят себя в жертву, когда они достигают возраста двадцати пяти лет. «Конец Детства» заработал слабые рейтинги Нильсена, хотя эпизод был в целом хорошо принят критиками и поклонниками.

## Сюжет
Паддл-джампер теряет управление и падает на планету, где люди живут только до 24 лет, а потом приносят себя в жертву. Они уверены, что именно это защищает их от нападения рейфов. МакКей же считает, что причина в силовом поле, окружающем селения, которое поддерживает МНТ.

## Производство
«Конец детства» был первым рабочим названием эпизода Звёздные врата: Атлантида, предназначенным для показа не по кабельному телевидению. Название серии является отсылкой на роман Конец детства Артура Кларка. В этом нет ничего нового для Звёздных врат; два эпизода сериала «Звёздные врата: SG-1» были названы в честь сэра Артура Кларка, его романов серии Космическая одиссея, а именно серии «2001» и «2010». Это единственный эпизод в франшизе Звёздные врата, который был сделан на основе научной фантастики режиссёром Дэвидом Уиннингом. Кортни Дж. Стивенс изначально играла роль лейтенанта Эллиот в сериале «Звёздные врата: SG-1», в пятом сезоне в эпизодах Proving Ground, Summit и Last Stand. Сценарист Мартин Джеро сравнил Ареса в «Конце детства» со злодеем в фильме Суперсемейка. В сцене финальной битвы с майором Джоном Шеппардом, он начинает «monologuing», которая является ключевой особенностью злодеев в фильме. Команде, создавшей серию пришлось построить целую деревню и взять на себя строительство всех декораций в эпизоде. Это первый эпизод сериала, которая не имеет дело с общей мифологией сериала. Это также первый эпизод написанный Геро, после того как он присоединился к франшизе Звёздных врат, уйдя годом ранее из редакции газеты. Он присоединился к сценаристам сериала «Звездные врата: Атлантида», так как их штат поредел в то время.

## Отзывы
«Конец Детства» достиг в рейтинге Нильсена показателя 1,9, побив рейтинг для этой недели серии родственного сериала Звёздные врата: SG-1. Этот эпизод был впервые показан в США 13 августа 2004 года на Sci Fi Channel, позже он был показан по Sky One в Великобритании 16 ноября 2004 года. Не на кабельном телевидении серия была показана в США 24 октября 2005 года. Эпизод выиграл три награды, первые две из которых на Международном кинофестивале в Чикаго и WorldFest-Houston International Film Festival были вручены эпизоду в номинации «Выдающиеся достижения в направлении телевизионной драмы» и вручены Дэвиду Уиннингу. Он также выиграл премию на New York Film Festival в номинации «Выдающиеся достижения в телевизионной драме». «Конец детства» является единственным эпизодом в сериале, который был номинирован и получил одну из этих наград.